# Tollas Tibor
Kecskési Tollas Tibor (eredeti nevén Kohlmann Tivadar) (Nagybarca, 1920. december 21. – München, 1997. július 19.) „költő, a Nemzetőr főszerkesztője, az emigráció fennmaradását és a magyarság megmaradását szolgáló kovász-ember, gyújtó hatású szónok, eredményes szervező”. (Idézet Medvigy Endrétől)

## Élete
1920. december 21-én született a Borsod megyei Nagybarcán. Édesapja Kohlmann József Tamás ezredes, édesanyja Kecskéssy Jolán. Anyai nagyanyja Geleji Katona Zsuzsanna, a református zsoltárfordító prédikátor, Geleji Katona István leszármazottja. Ősei között található Kossuth-katona: Kohlmann József táborkari honvéd-ezredes, aki 1848-ban az osztrák és cári seregek ellen harcolt  a magyar szabadságért.
Katonai iskolákban tanult (Soproni Honvéd Reáliskola, Ludovika Akadémia). 1941-ben hadnaggyá avatták. A második világháborúban, és utána még két évig honvédtisztként szolgált. 1944-ben beregszászi zsidó gettó őrtisztjeként csendőr főhadnagyként teljesített szolgálatot. 1945 tavaszán mindkét kezére megsebesült.
1947-ben háborús bűnök elkövetése miatt letartóztatták, a népbíróság elítélte; 9 évig a Gyűjtőfogházban, a váci börtönben és a tatabányai bányamunkatáborban raboskodott. 1956 júliusában szabadult, az 1956-os forradalomban állítólag a budapesti Nemzetőrség összekötő tisztjeként vett részt, de erre vonatkozó bizonyítékok hiányoznak. 1956. december 1-jén egykori rabtársaival (Füveskert-csoport) megalapította az egyik legnagyobb hatású emigráns irodalmi lapot, a Nemzetőrt, melynek negyven éven át főszerkesztője volt.
1958-ban Bécsben megnősült. 3 gyermeke közül Tamás és Csilla Bécsben, Krisztina Münchenben született.
Azok közé az alighanem kisebbségben lévő szerencsések közé tartozik, akik még megélték a szovjet csapatok kivonulását, és ideiglenesen vagy véglegesen hazajöhettek az emigrációból.
1997. július 19-én halt meg Münchenben.
A végakaratának megfelelően az édesanyja mellett, szülőhazája földjében, a nagybarcai temetőben nyugszik.

## Munkái
Költészete mellett – olyan, a forradalom jelképévé vált és sokat idézett verseket írt, mint a Bebádogoznak minden ablakot – irodalomszervezői tevékenysége is jelentős. Utóbbi minőségében két legfőbb műve a Füveskert-antológia, melyet rabtársaival együtt verseikből állítottak össze, illetve a Nemzetőr fenntartása.
Szerkesztésében jelent meg továbbá két további "forradalmi" antológia: Gloria victis 1848-49, Gloria victis 1956.
Első önálló verseskötete 1960-ban jelent meg (Csak ennyi fény maradt). További kötetei: Járdaszigeten (1967), Eszterlánc (1969), Irgalmas fák (1975), Évgyűrűk (1979), Forgószélben (1983), Varázskör (1988), Hazafelé (1991).
S izenjük minden elnyomónak:

Megölhettek, de megmarad az ország,

Megszállhattok, de nem győztök soha,

Elűzhettek, de a nép emlékezik,

Mint megvakított a felkelő napra.

Szabadság! Lángszirmú virágodat

Őrzik a holtak és a századok,...

## Kitüntetései
- Az Árpád Akadémia Aranyérme 1963-ban és 1988-ban
- József Attila-díj (Cleveland) 1988-ban
- A MÚOSZ örökös tagja (1997-ben)
- Posztumusz Magyar Örökség díj 1998-ban
- Posztumusz A Magyar Kultúra Lovagja-elismerés (2018)

## Személyét ért kritikák
Az alábbi rész idézet Archiválva 2006. január 16-i dátummal a Wayback Machine-ben a Gondola.hu Archiválva 2005. november 26-i dátummal a Wayback Machine-ben online újságból:
„Tipikus jelenség a következő 168 Órá-s történet („Bizonyítékok hiányában”. Sándor Zsuzsanna, 168óra.hu): a Wiesenthal Központ Utolsó esély néven indított akciót az egykori náci bűnösök felkutatására… [Kecskési Tollas Tibort] 1948-ban… tíz évre ítélte a népbíróság. Csak a rendszerváltás után rehabilitálták. Ám a Holocaust Központ Auschwitz-kiállításához készített tájékoztatóban az szerepel: ő volt a beregszászi téglagyárban kialakított gettó parancsnoka, az ő irányításával deportálták a zsidókat…
A 168 Óra szerint él az a hiedelem is, hogy ő volt „a korbácsos költő”, az ’44-es deportálások egyik irányítója. A Magyarországi Cionista Szövetség Erec című lapjának márciusi számában ez olvasható: „1944. április közepén a beregszászi téglagyárba a magyar hatóságok mintegy tízezer zsidót zsúfoltak össze. A táborban a zsidók éheztek, az idősek és betegek nem kaptak megfelelő ellátást, tisztálkodásra szinte egyáltalán nem volt lehetőség, ezért egyre többen betegedtek meg. A helyzetet súlyosbította, hogy a tábort – Kecskési Tollas Tibor csendőr hadnagy parancsnoksága alatt – őrző csendőrök elrejtett értékek után kutatva sok zsidót brutálisan megkínoztak, összevertek." A szöveget Pinhasz ben Avraham Hakohén jegyezte, aki egyben a lap főszerkesztője, Breuer Péter. Kecskési – eredetileg Kohlmann – katonacsalád sarja. A Ludovikán avatták hadnaggyá 1941-ben, majd csendőrtisztként szolgált. A háború után az újjászerveződő demokratikus honvédséghez kérte felvételét. 1947-ben az ÁVO letartóztatta, a Markó utcai fogházba hurcolták. A Budapesti Népbíróság ’48 áprilisában tartotta nyilvános tárgyalását. A vád szerint Kecskési volt a felelős a beregszászi gettóban történt kegyetlenkedésekért.
„Csupán annyiban érzem magam bűnösnek, hogy nem tagadtam meg a parancsot, miszerint a vagonírozásokhoz kordonszolgálatra szakaszommal kimenjek” – vallotta Kecskési a tárgyaláson. Elmondta, korábban csendőrként németellenes szervezkedésben vett részt, és ezért büntetésül a 117-es tábori csendőrzászlóaljba osztották be szakaszparancsnoknak, majd a frontra irányították. 1944 áprilisában érkezett Beregszászra; zászlóaljának az volt a feladata, hogy az első hadsereg mögötti vonalat biztosítsa. Aztán parancsot kapott, hogy szakaszával jelenjen meg a téglagyárban a zsidók bevagonírozásakor. Bár ott volt embereivel, senkit nem bántottak, a foglyokat nem kínozták. A gettónak nem ő volt a parancsnoka; a táborőrséget egy Fery Pál nevű főhadnagy vezette, aki feltűnően hasonlított rá. Ez az oka annak, hogy folyton összekeverik vele. A foglyokkal való kegyetlenkedések annyira megviselték, hogy áthelyezését kérte. Pár nap múlva átvezényelték Tiszaújlakra.”

## Művei

### Verseskötetek[3]
- Csak ennyi fény maradt (versek, 1945-1960, Brüsszel, 1960)
- Járdaszigeten (versek, München, 1967)
- Eszterlánc (versek, München, 1969)
- Irgalmas fák (versek, 1971-1975, München, 1975)
- Bányászok (versek, München-São Paulo, 1976)
- Évgyűrűk (versek, műfordítások, München, 1979)
- Forgószélben (válogatott versek, München, 1983, 1988, angolul: Chicago, 1990)
- Varázskör (versek München, 1988)
- Varázskör – Forgószélben (válogatott versek, 1989)
- Forgószélben – In Whirlwind, (válogatott versek magyarul és angolul, Chicago, 1990)
- Hazafelé. Negyven év válogatott versei (Szerk.: Agócs Sándor, Lakitelek, 1991, 1992)
- Bebádogoztak minden ablakot (többnyelvű minikönyv, Lakitelek, 1995)
- Tollas Tibor versei Mezey István grafikáival (Kazincbarcika, 2001)
- Tollas Tibor összegyűjtött versei és versfordításai (Budapest, 2006)
- Tollas Tibor válogatott versei (Szerk.: Szakolczay Lajos, Magyar Napló, Budapest, 2009)

### Szerkesztőként
- Füveskert (antológia, Bécs, 1957, majd Budapest, 1995) (németül: München, 1957, olaszul: Firenze, 1958, oroszul: Buenos Aires, 1958, spanyolul: Buenos Aires, 1959, norvégül, dánul: Oslo, 1959, angolul: New York, 1966.)
- African Mission (Kürthy Tamással, München, 1963)
- Gloria victis. Az 1956-os magyar szabadságharc költői visszhangja a nagyvilágban (A verseket összegyűjtötte és az antológiát szerkesztette Tollas Tibor, München, 1966)
- Gloria victis. Szabadságharcunk a világirodalomban, 1848-1849 (A verseket összegyűjtötte és az antológiát szerkesztette Tollas Tibor, München, 1973)
- Füveskert 1954-1995 (Szerk.: Tollas Tibor, Pfitzner Rudolf, Kárpáti Kamil és Tóth Bálint, 1995)

## Emlékezete

### Emlékház
2000. október 20-án Nagybarcán, szülőfalujában Tollas Tibor Emlékszobát avattak, a felújításhoz és az emlékszoba kialakításához szükséges összeget nagyrészt Tollas Tibor özvegye és családja, valamint Nagybarca község lakossága, önkormányzata, Tollas Tibor külföldön és Magyarországon élő barátai, tisztelői adományozták.
2001. őszén átadásra kerültek az Emlékház további helyiségei is: a Dr. Almási Balogh Pál orvos életét bemutató emlékszoba, a Kecskési Tollas Tibor Könyvtár és a helytörténeti szoba, falumúzeum.
Az Emlékház előtti parkban kopjafa emlékeztet Tollas Tibor útjára. A kopjafát a Lakitelek Népfőiskola Alapítvány adományozta, melynek párja a Népfőiskola parkjában található.

### Tollas Tibor Nemzetközi Szavalóverseny
1997-től minden év decemberében, Tollas Tibor születésnapja közelében rendezi a költő emlékét őrző alapítvány a versmondó versenyt általános és középiskolás diákok számára.
Az jeles esemény nemzetközi jelleget is öltött, hiszen Putnokon, a Felvidéken, valamint Erdélyben is elődöntők előzik meg a nagybarcai megmérettetést.